# 三菱ふそう・スーパーグレート

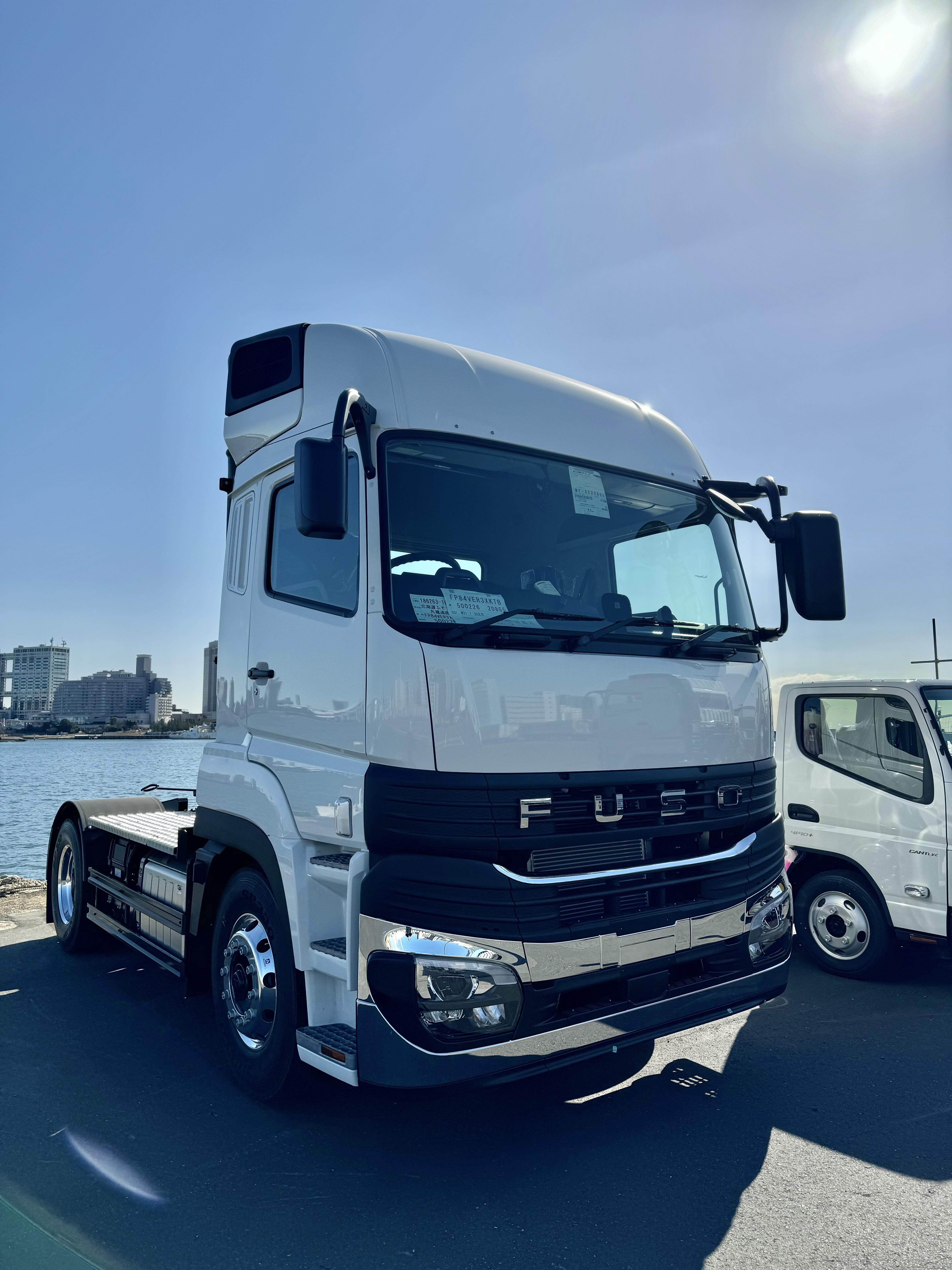
スーパーグレートFP（2024年モデル

スーパーグレート（Super Great）は、1996年より三菱ふそうトラック・バスが製造・販売している10t級の大型トラックである。
ニュージーランドではショーグン（Shogun）の名で販売されている。

## 初代（1996年-2017年）
- 1996年6月5日 - ザ・グレートの後継として登場。KC‐F#系。CMに当時は浦和レッズの司令塔だったギド・ブッフバルト（元監督）を起用｡翌月トラクタシリーズを追加。4軸低床車のFSはこれまでの異径ではなく、第1軸のタイヤを第2軸以降と同じ19.5インチのタイヤに変更し、日本の大型トラックで初めて総輪同径の4軸低床車を実現した。これまでFTと同じだった第1軸の位置を前進し、22.5インチタイヤを装着する前輪1軸車と同じ位置に変更した。これにより使用するタイヤを1種類に統一でき、スペアタイヤを1個にする事で軽量化につながっている。第1軸の位置が通常の前輪1軸車と同じ位置に変更したことからコーナリング性能が向上し、最小回転半径を縮小している。前期型であるKCは低キャブ仕様があり、Fバンパーの上部の桟が太い物と細い物の2種類があった。標準高キャブ車は前者、低キャブ車は後者を装備していた。FP-R（セミトラクタ）にウェッジ式フルエアブレーキを採用。前照灯は普通車を含む日本初のディスチャージヘッドランプを採用。
- 1998年3月 - 一部改良、FVにウェッジ式フルエアブレーキを採用。
- 2000年 - マイナーチェンジ。平成11年排出ガス規制に適合。KL‐F#系。従来はオプションだった運転席エアバッグ標準装備にし、FV、FP-R以外のブレーキをウェッジ式フルエアブレーキ変更とアウターミラーをスーパーミラーに変更。V8ショートキャブ車登場。エンジンは新開発の6M70型のほか、8DC11（330ps）、8M21型（370、400、430ps）を設定。フロントバンパーはKCの上部が細い低キャブ用を流用し、上部に黒いガーニッシュを全車に装着した。V8エンジン車の一部に低キャブ車が存続。V8は左シュノーケルだが、直6は右シュノーケルとなる。
- 2001年6月 - ショートキャブ車に直6ターボ追加設定。
- 2001年12月 - ザ・グレートが継続生産されていた構内専用車を18年ぶりにモデルチェンジ。輸出仕様と同様の角形4灯ヘッドライトを採用し、安全窓とスーパーミラーが装備されない。
- 2003年1月6日 - 三菱自動車工業のトラック・バスカンパニー部門を分社化し、三菱ふそうトラック・バスが発足。同時に製造・販売権もふそうトラック・バスに移管。
- 2003年5月-平成14年騒音規制に対応させるために大幅マイナーチェンジ。外観では速度表示灯の廃止によりルーフ上（ハイルーフはハイルーフ部のサイド面）にマーカランプを新設した。また、シャシー構造を大幅に変更し、低床車以外のエアサスをリーフ兼用の2バッグ式から4バッグ式に変更する。低床車以外にオプションとして10スタッドのISO規格タイプのホイールを設定する。
- 2003年8月-一部の車両に限定してクラス初の平成16年排出ガス規制（新短期規制）を追加設定する。
- 2005年10月 - エンジンの環境性能を見直し、全車種を平成16年排出ガス規制（新短期規制）に適合させた。これに伴いV型エンジンを廃止（低キャブ仕様も消滅）。灯火や安全基準などの保安基準の変更に対応するために、エクステリアのデザインを見直したモデルを発売。トラクタにスーパーフルキャブ設定。スーパーフルキャブとは、ハイマウントキャブ仕様の名称であり、Fグリルを1段足し3段にしたデザインが特徴。ヘッドライトのある段のグリルはブラックアウトされ、スリーダイヤがフロントリッドからグリルに付いたのも特徴である。フロントバンパーはKCの標準高キャブ車用を流用したため、バンパー上部にガーニッシュは無い。この頃から３連のテールランプ配列が変わり、ウインカーランプが外側に来るように変更された。2連のテールランプは従来のまま存置。

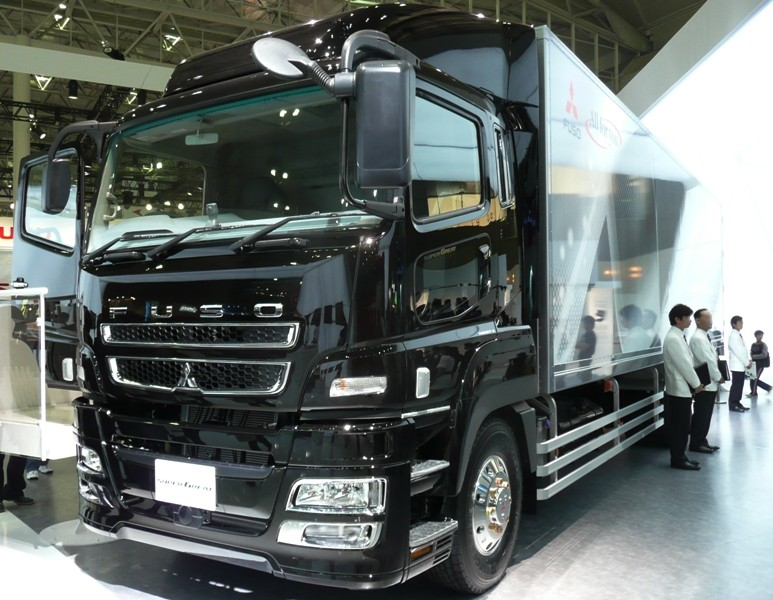
スーパーグレートFU後期型、スーパーフルキャブ

- 2007年4月23日 - ビッグマイナーチェンジ。BDG−F♯系。構内専用車、除雪車、一部の海外向けを除いてエクステリア/インテリアデザインを一新。日産ディーゼル工業（2010年2月1日よりUDトラックス)から尿素SCRシステムの供給を受け、平成17年排出ガス規制適合。トラクタの一部については、重量車燃費基準を達成。また、従来のINOMATに加え、2ペダル式のINOMAT-II（7段）が設定された。ふそうの大型トラック初のバンパーライト専用車として採用した。ライト類は先行登場していたファイター後期型と共通である。サイレンサーが装着（取外し可）され、ブレーキバルブの排出音、ホイールパーク作動音が小さくなっている。スリーダイヤエンブレムが赤色からメッキシルバーに。
- 2007年10月1日 - グッドデザイン賞受賞（エアロエース・エアロクィーンと共に）。
- 2007年10月23日 - FUとFSにハイウェイカーゴを追加。ミッションはメルセデス・ベンツの「PowerShift」をベースとしたノンシンクロ構造の12段INOMAT-IIを新たに採用。ハイトルク型の6M70（T8）エンジン搭載によりスーパーフルキャブ化。ファイナルギアを高速向けとし巡航時の低燃費化を図った。
- 2009年11月 FTの設定廃止、-新灯火器規制に適合させるために、キャブ上のマーカーを全ラインナップから廃止。
- 2010年4月22日 - マイナーチェンジ。エンジンをダイムラーグループ3社（2021年12月、商用車部門をダイムラー・トラックとして分離）で共同開発した6R10型DOHC24バルブエンジン（国産クラス初）に換装。INOMAT-IIはハイウェイカーゴで採用された12段に統合の上、カーゴ・FP-Rに標準装備化（FV-Rの16段INOMATは残置）。尿素SCRシステムはUDトラックス製からダイムラー・トラックグループの「BlueTec」（DPF+SCR）に変更。エンジン変更に伴いキャブを70mm嵩上げ（スーパーフルキャブ・ショートキャブは変わらず）。22.5インチホイールが従来の8スタッドのJIS規格タイプに代わり、10スタッドのISO規格タイプをオプションから標準装備に変更（19.5インチホイールは8穴タイプ）。FP、FR、FW、FV-Pを廃止し車種を整理。平成21年排出ガス規制に適合し、さらに平成27年度重量車燃費基準も達成、本車種はその第1号となった。また、運転注意力モニター「MDAS-III」、衝突被害軽減ブレーキ、車両挙動安定装置の標準装備車種を拡大。圧縮開放ブレーキの名称が「パワータード」から「Jake（ジェイク）ブレーキ」に変更されている。
- 2011年4月19日 - トラクタシリーズに重量品輸送に適したセミトラクタのFV-Rをマイナーチェンジして追加。
- 2012年4月9日 - BOS（ブレーキオーバーライドシステム）およびESS（緊急制動表示灯）を全車標準装備。また、LIMITED車（D WING）に新形状のドラッグフォイラーとリヤスポイラーを標準装備。一部車種を除き新エコカー減税の対象となる。
- 2014年5月29日 - FP-R全車、12段INOMAT-II搭載の単車、FV-R（基準内仕様）をマイナーチェンジ、「スーパーグレートV」に車名を変更（フロントグリル内の車名エンブレムは当初は「SUPER GREAT」のままだったが2016年モデルより「SUPER GREAT V」に変更）。「V」には「5世代目のスーパーグレート」の他、「燃費やパワーでVictory（勝利）を獲得する」という意味も込められている。フロントグリルの枠がライトメタリックブルーに塗られているのがMC前モデルとの違いである。6R10エンジンに国内初となるアシンメトリックターボチャージャーを採用し、全車平成27年度重量車燃費基準+5%達成。ISS（アイドリングストップ&スタート機構）を標準装備。外装ではグリルやバンパーにブルー、ランプベゼルやミラーにシルバーがデザイン。内装ではメーターパネルがオールLED化され、内装色の変更も行われた。オーディオは外部入力端子付きラジオ/CDプレーヤーを全車に搭載。
- 2014年12月1日 - 7段MT搭載の単車、FV-R（基準緩和仕様）もスーパーグレートVに移行、フルラインアップとなる。全車型で平成27年度重量車燃費基準を達成したのは大型トラックとしては初めて。FV-Rは16段MT、16段INOMATを廃止し全車12段INOMAT-IIに統一。

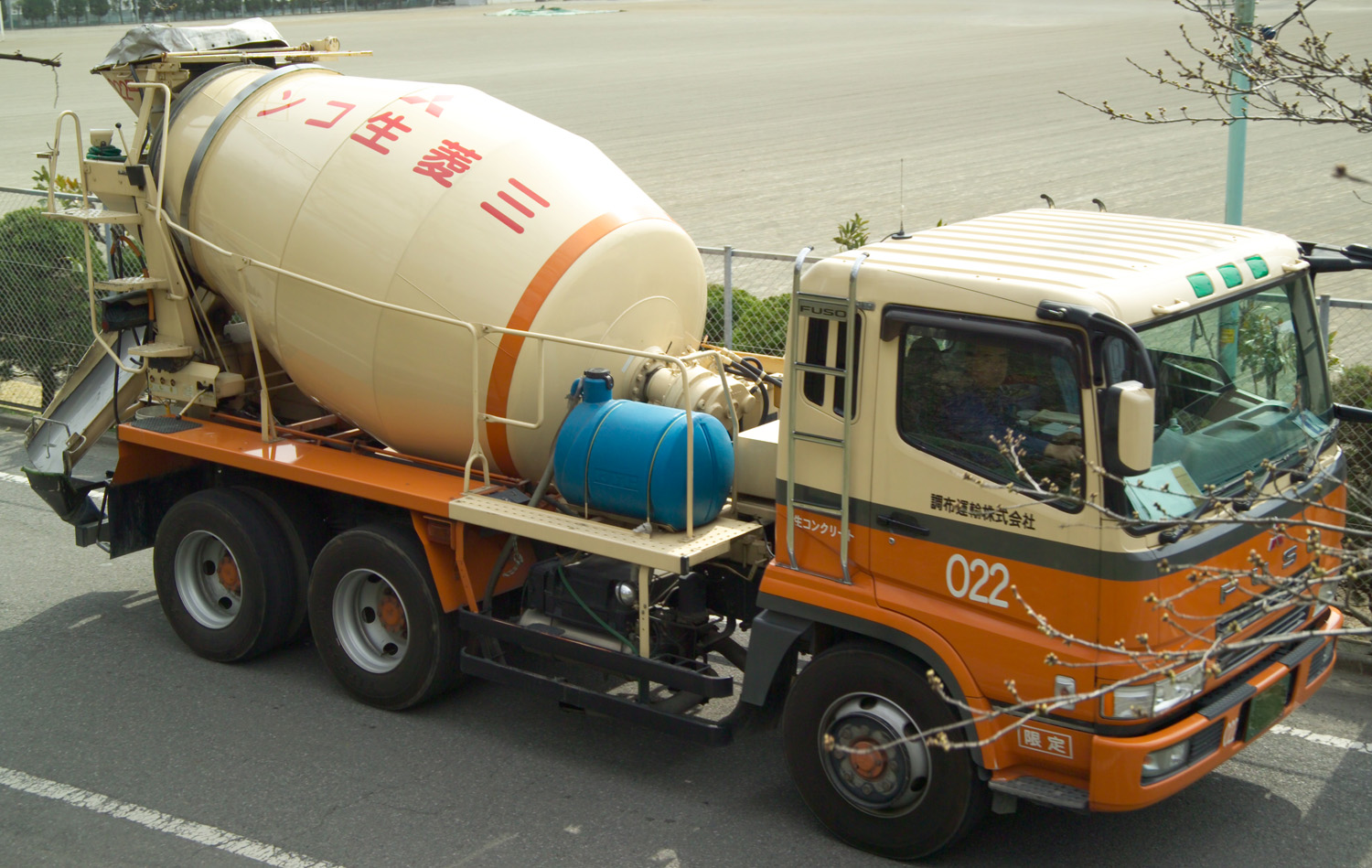
スーパーグレートKL−FV（ミキサー車）V8・低キャブ仕様。バンパー上部の桟とフェンダーゴムが細いのが特徴
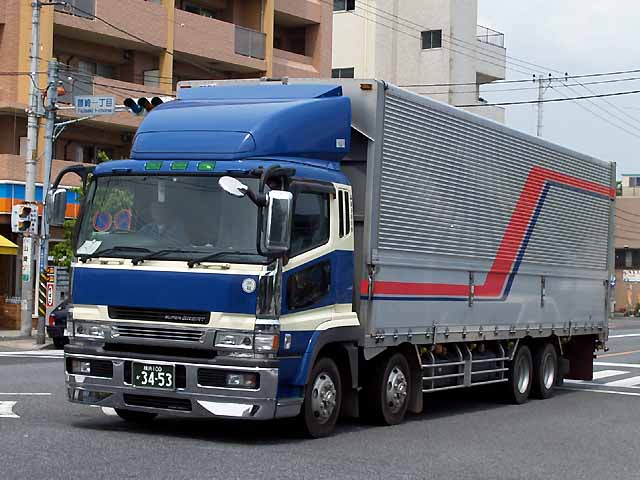
スーパーグレートKL‐FS系。KCとミラー、バンパー上部のガーニッシュの有無等が異なる
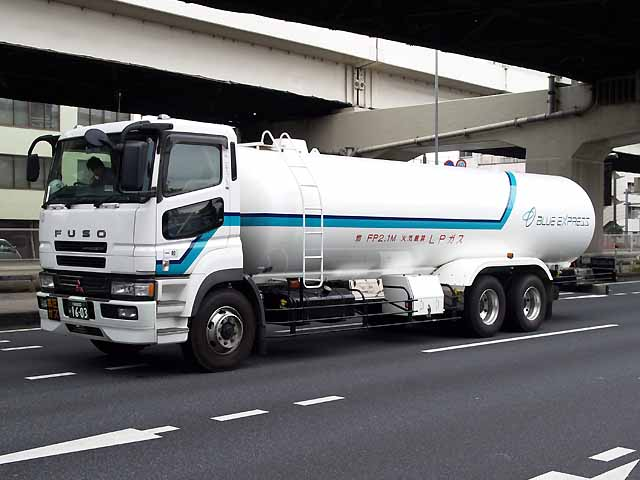
スーパーグレートFU（ガスローリー）ショート&ハイキャブ仕様。バンパーはKC低キャブ用
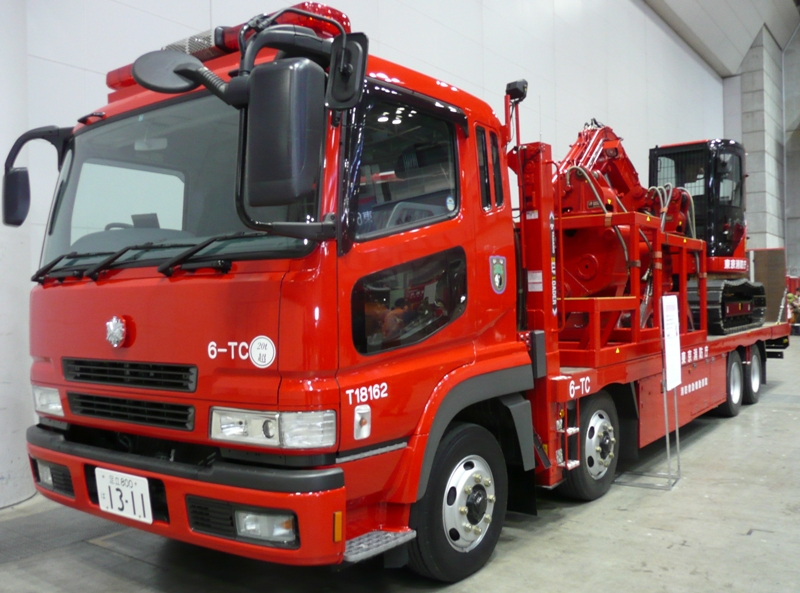
スーパーグレートFS（東京消防庁重機搬送車）新短期規制適合車（PJ‐）。速度灯が無くなった他、ウインカー・フォグのコンビランプの入るガーニッシュの位置が低くなっている。コーナーランプ横のオレンジのリフレクタがバンパーに移動したのが特徴。
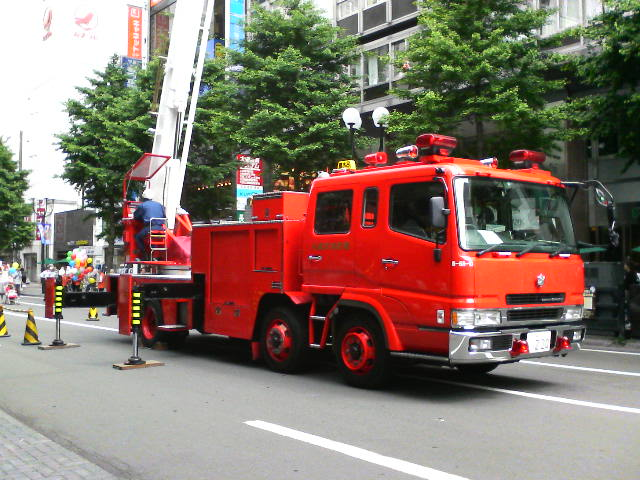
屈折はしご車KC‐FT系。ロールーフキャブ仕様。
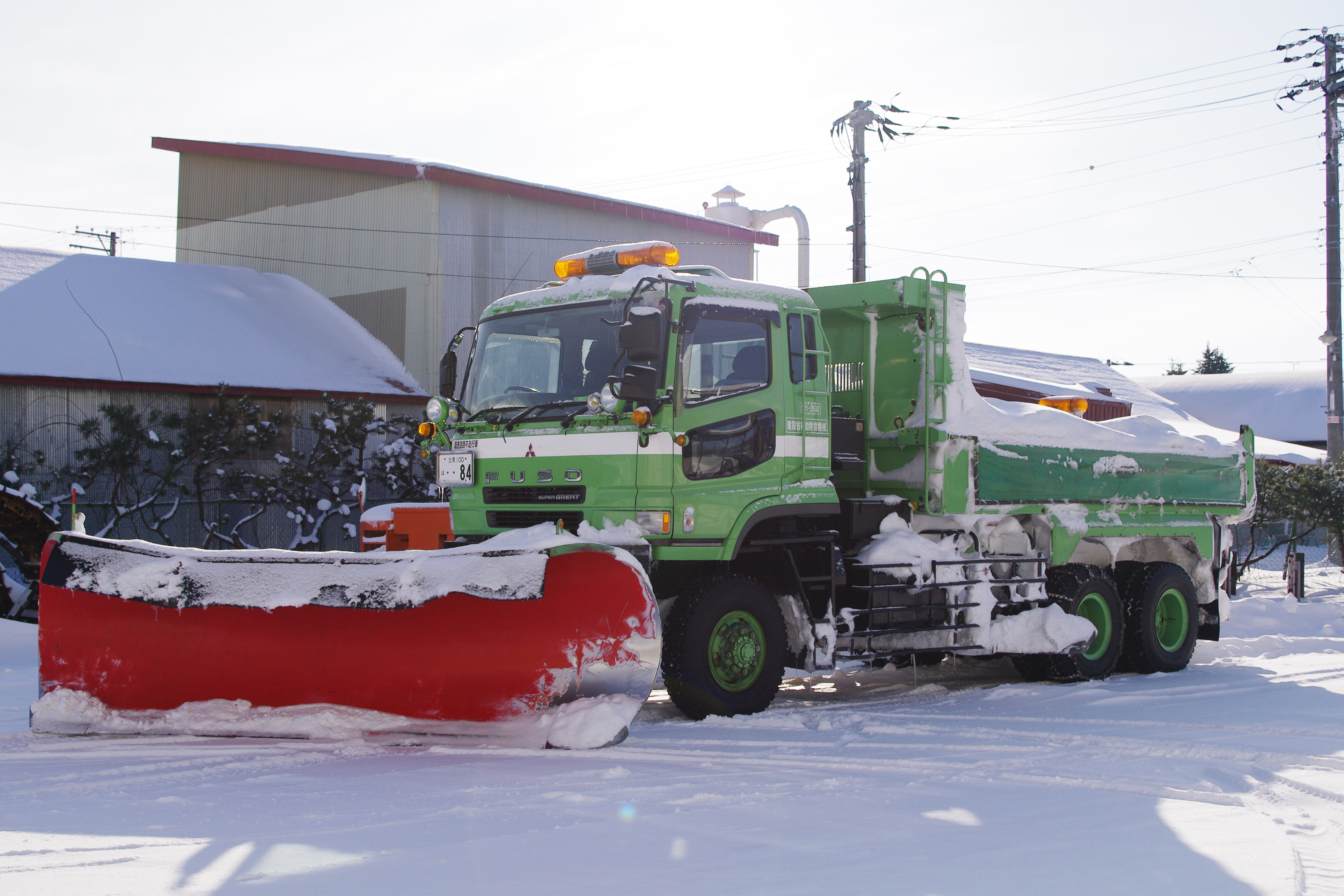
スーパーグレートFW（除雪ダンプカー） 尿素水タンクが無いためPJ-以前の車両
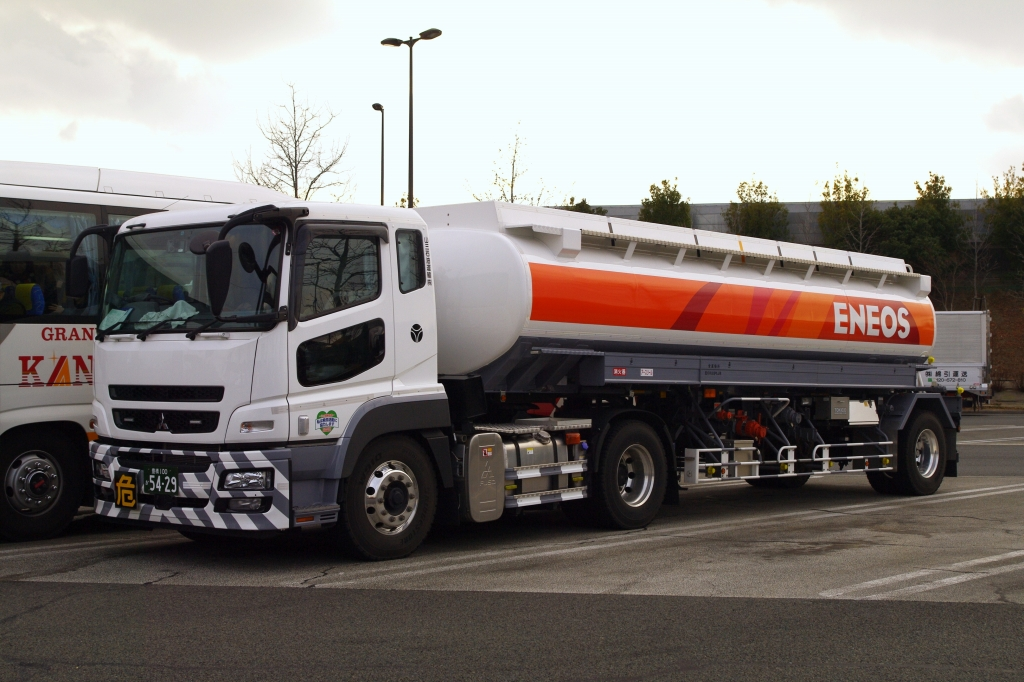
スーパーグレートFP-R（タンクローリー）
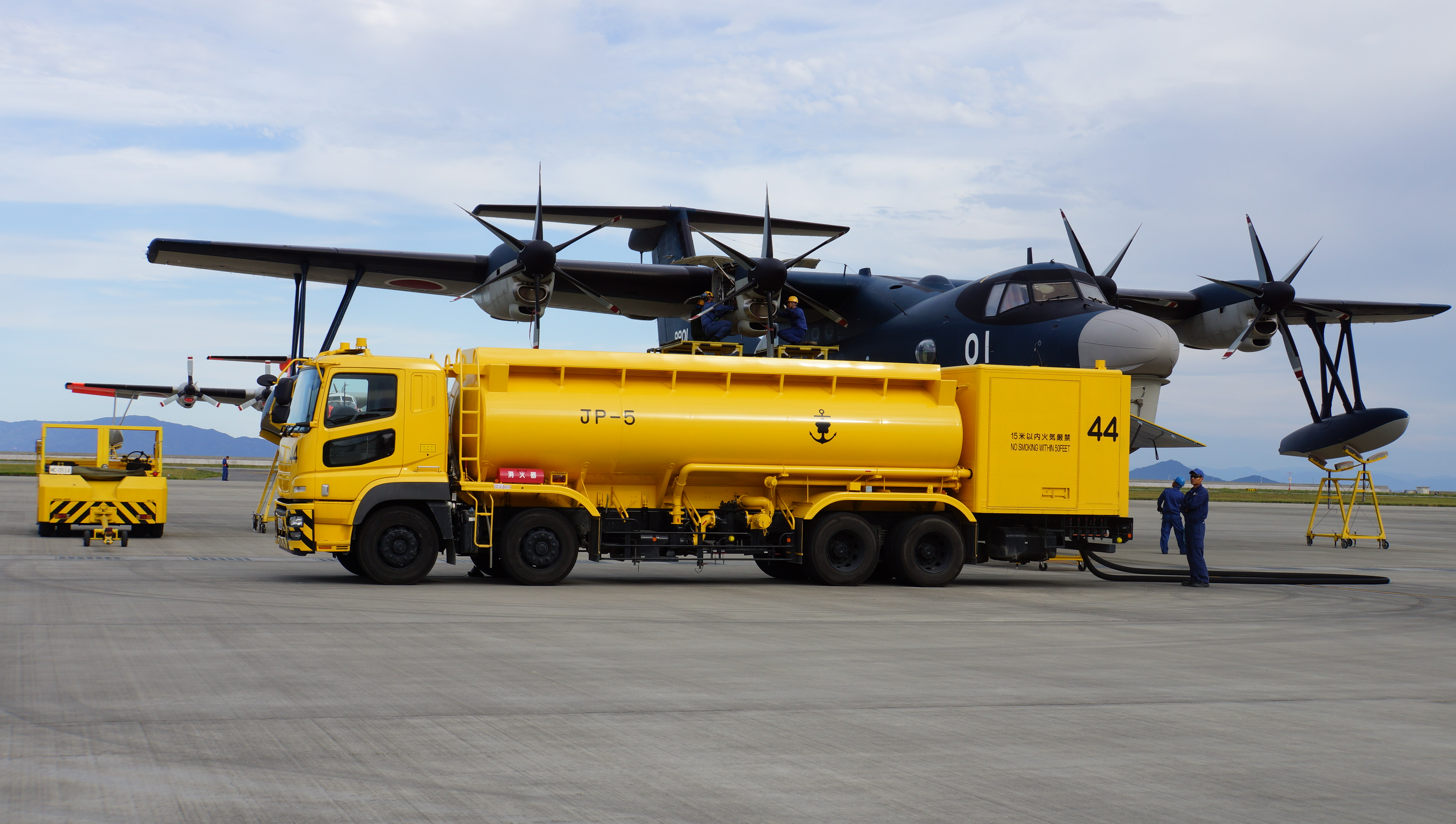
スーパーグレート（FVの改造車）（海上自衛隊の20000L燃料給油車）

## 2代目（2017年-）
- 2017年3月 - 21年ぶりにしてスーパーグレート初となるモデルチェンジを予告するティーザーサイトが設けられた。同年5月15日発売開始。報道発表によれば、2代目には平成28年排出ガス規制に対応した7.7Lの「6S10型」直列6気筒連続可変バルブタイミング機構付き2ステージターボDOHC24バルブ、および10.7Lの「6R20型」直列6気筒DOHC24バルブを搭載し、12段機械式自動変速機「ShiftPilot」を採用（当初は全車AT車のみでMT車は廃止とされていた）。安全面ではドライバーが一定時間目を閉じたりわき見運転をすると警告音を発する「アクティブ・アテンション・アシスタント」と左側死角の歩行者などの存在を警告する「アクティブ・サイドガード・アシスト（国内初）」などが装備される。外観面ではプロ・ライン以上にLEDヘッドライト（カバー形状はメルセデス・ベンツ・アクトロスと同一のもの）が採用されたほか、新たに設定されたパフォーマンスパッケージでは国産大型トラック唯一の装備となるサイドスカート（カーゴのみ）が装着される。このほかの新機能としては、スマートキー並びにプッシュスタートシステムなどが挙げられる。
  - キャビン・ドア・内装の一部は従前のスーパーグレートを踏襲しているが、インパネ運転席側は大きく変更され、多くの電子部品・エンジン部品にはメルセデスベンツのエンブレムが見られる。
  - 2018年中旬、従来MT車を導入していた物流事業者等の需要に応える形で、カーゴ系FU･FS･FV、ダンプ･ミキサー系FVにMT車が追加される。また、MT車専用のグレードとして「クラシック（AT車グレードのプロ・ライン相当）」が追加される。従前と異なりMT車の設定は車型・諸元が限定されている。

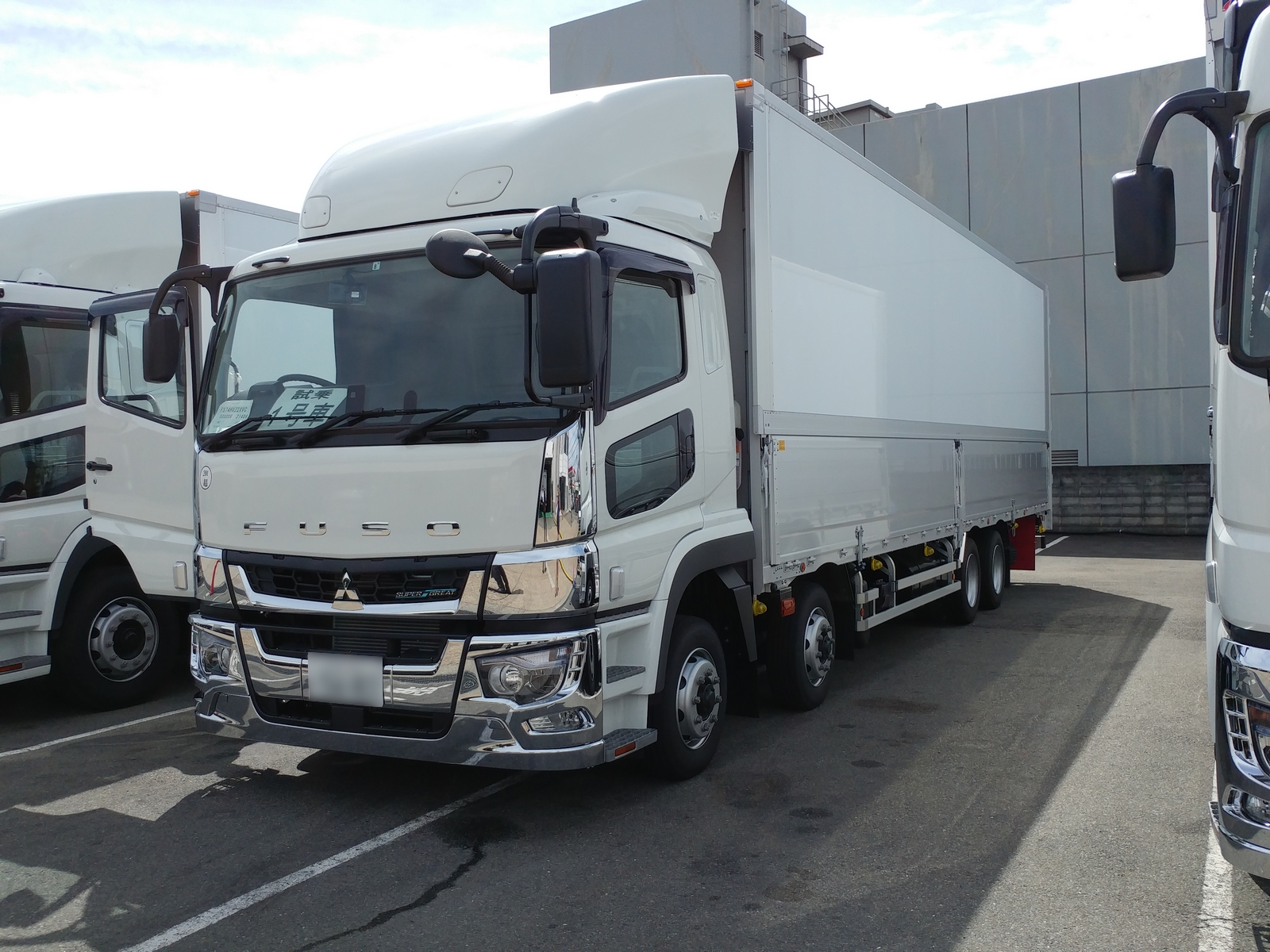
プレミアム・ライン（FS）
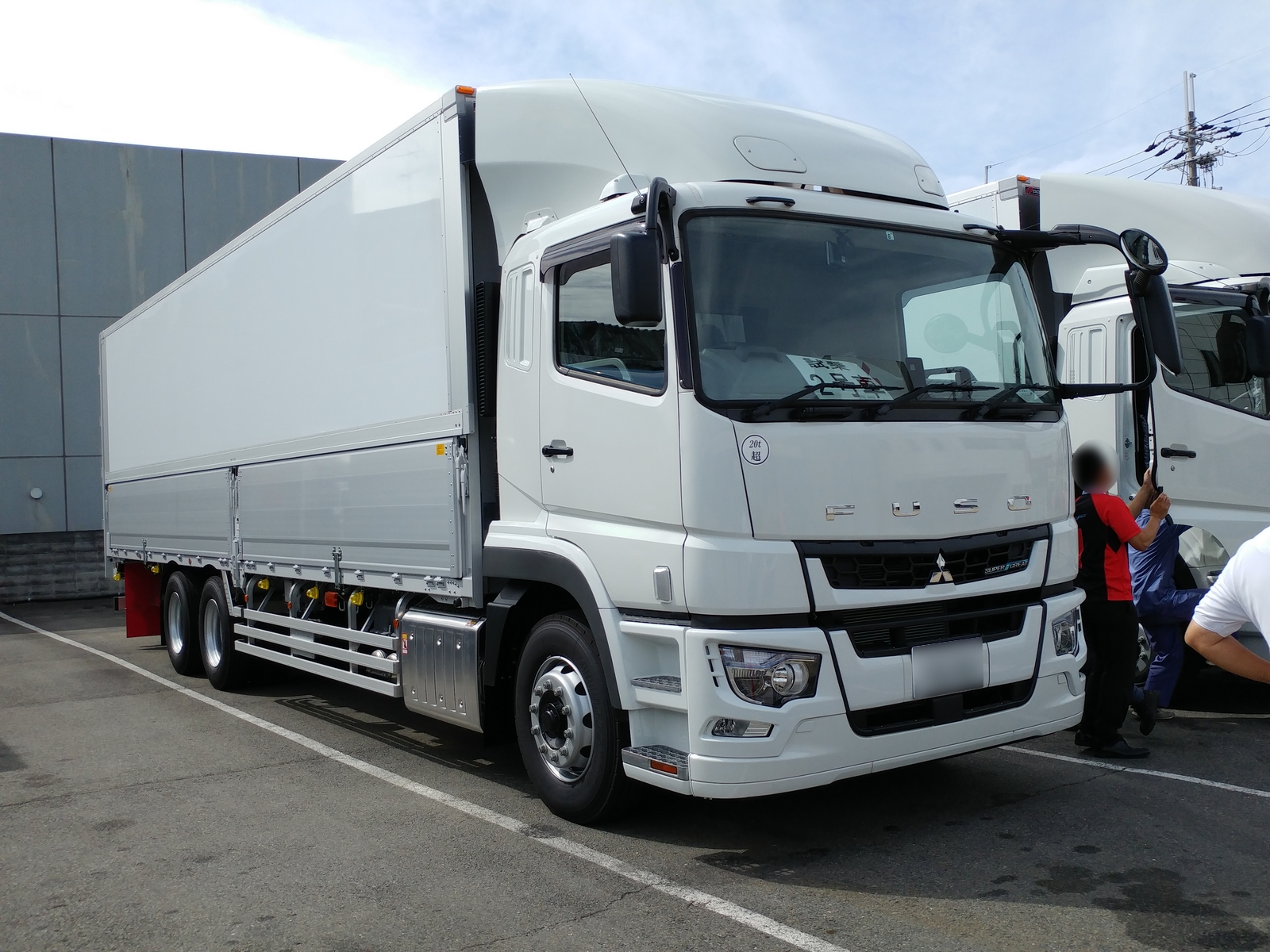
プロ・ライン（FU）
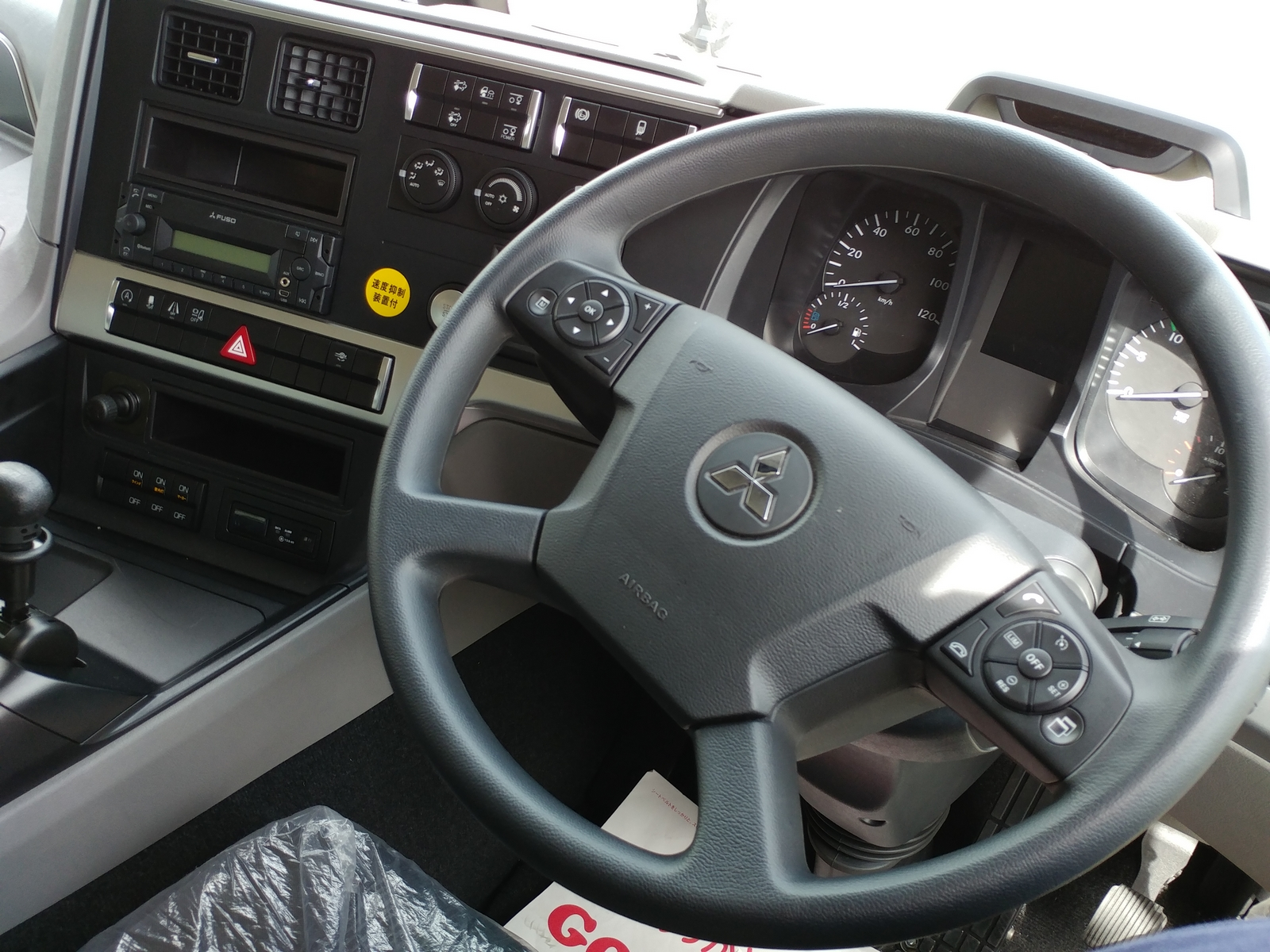
プロ・ライン インパネ（FU）
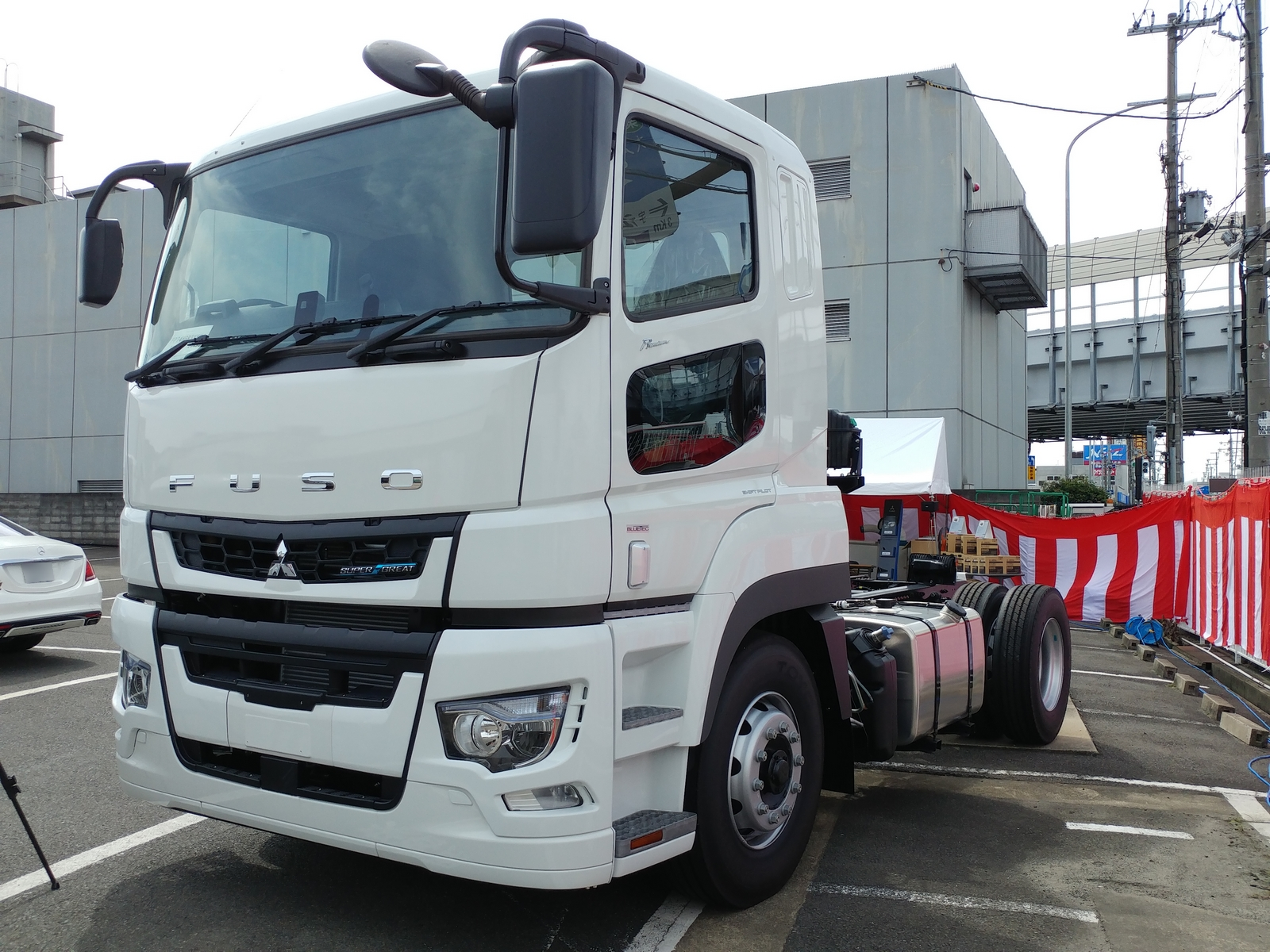
プレミアム・ライン（FP）
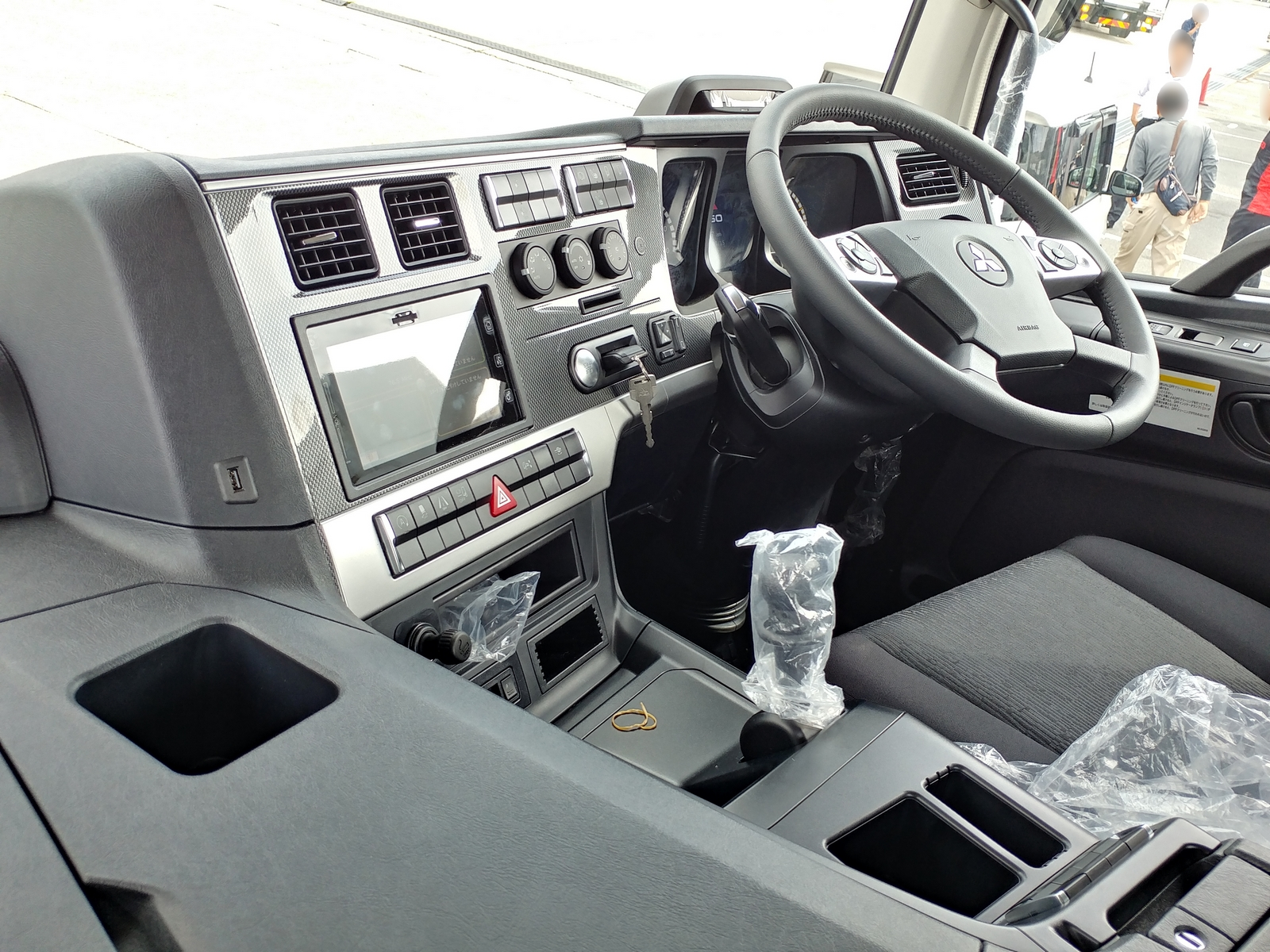
プレミアム・ライン インパネ（FP）
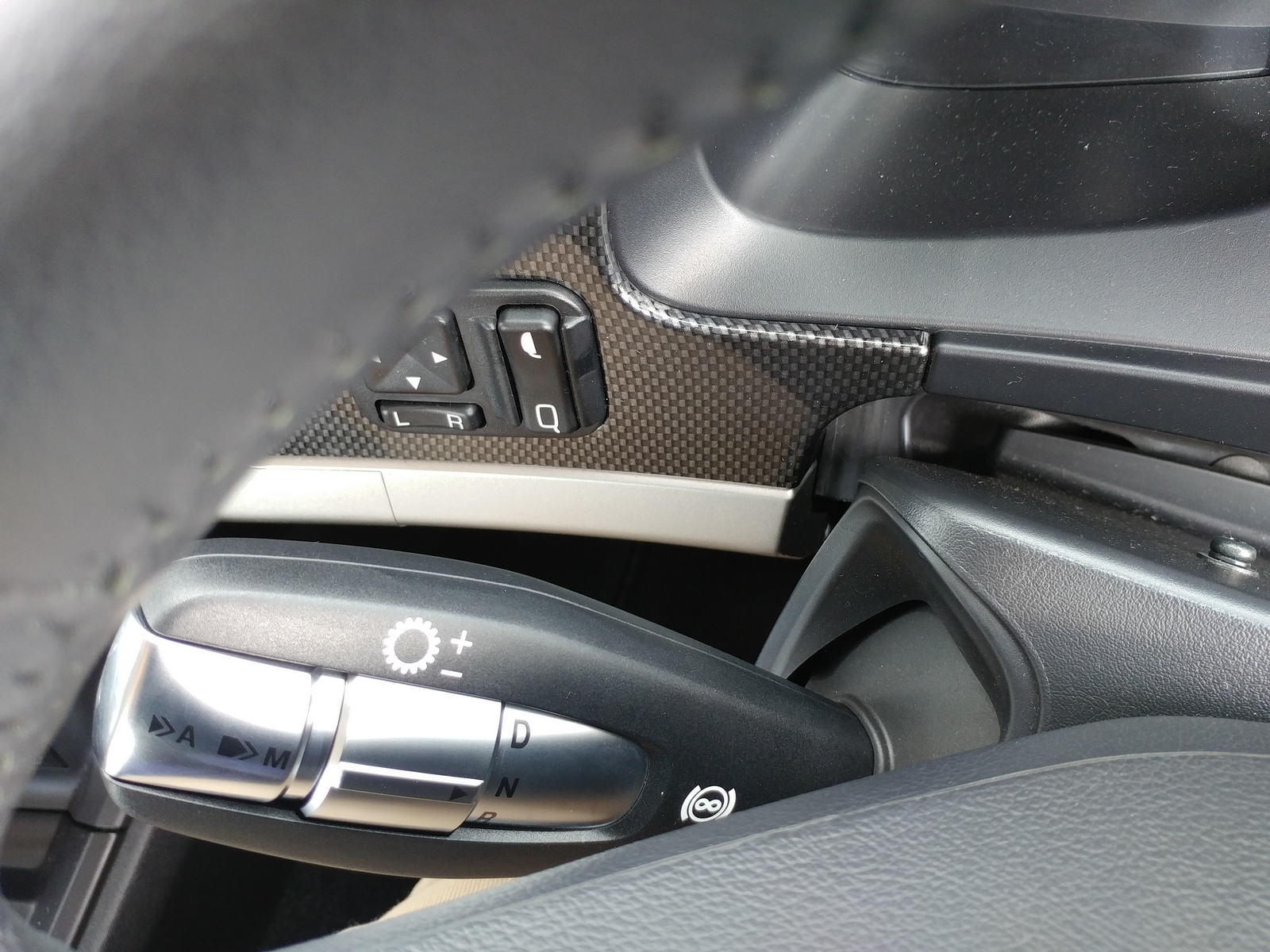
シフトパイロット 操作ノブ

## 3代目（2023年-）

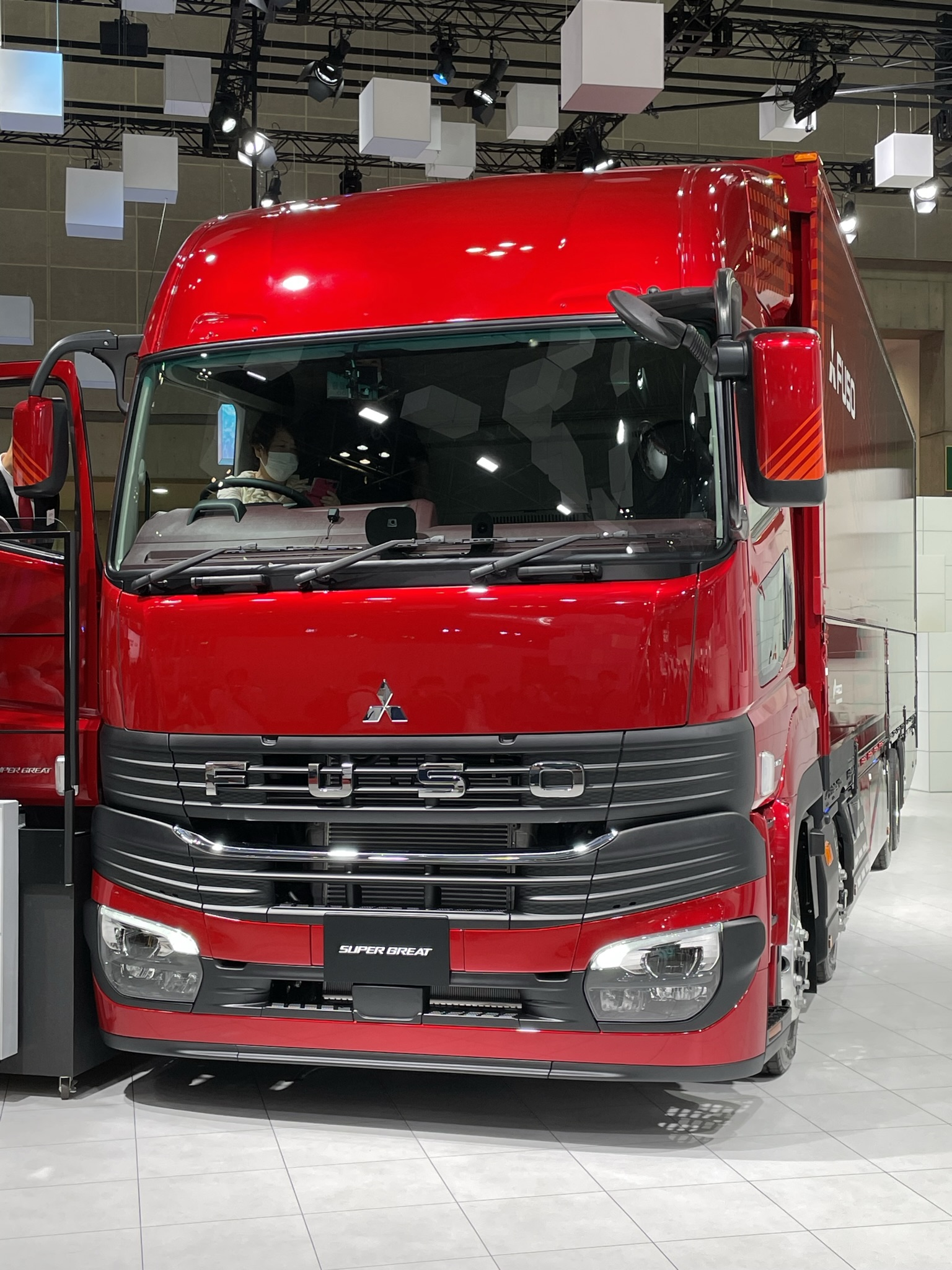
3代目

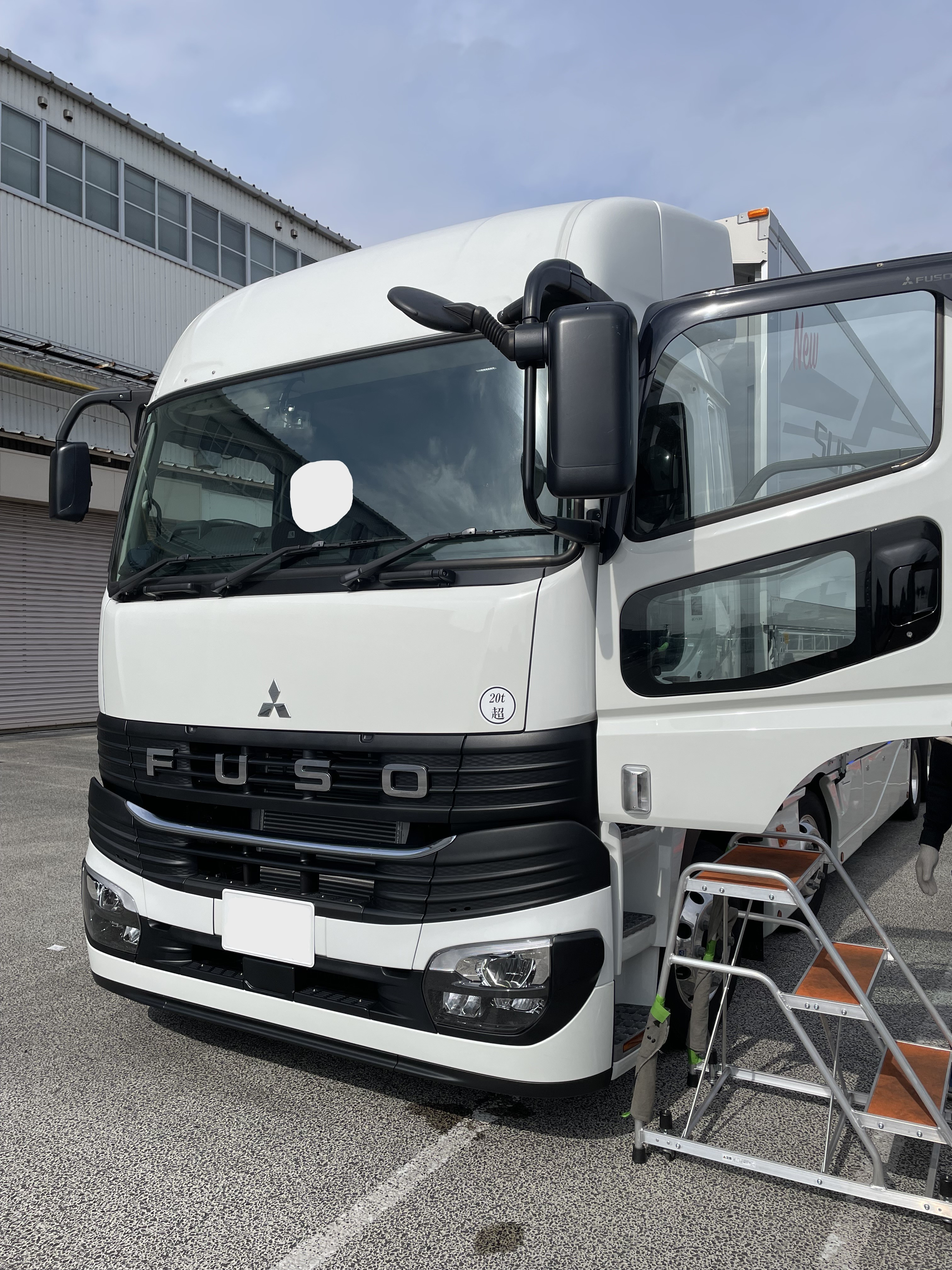
神奈川県川崎市で撮影

- 2023年10月 - 6年ぶりとなるフルモデルチェンジモデルをジャパンモビリティショー2023でワールドプレミア。

## バリエーション
- FU（前1軸後2軸・6×2、後前軸駆動）
- FS（前2軸後2軸・8×4・低床、後2軸駆動）
- FP（前1軸後1軸・4×2）
- FV（前1軸後2軸・6×4・FUの2デフ版）
- FT（前2軸後1軸・6×2）
- FY（前1軸後2軸・6×4・低床 FVの低床版）
- FR（前1軸後1軸・4×4）除雪車・ダンプおよび特装専用シャーシ
- FW（前1軸後2軸・6×6）除雪車・ダンプおよび特装専用シャーシ
- FX（前1軸後2軸・6×6）防衛省専用シャーシ
- FP-R（前1軸後1軸・4×2 セミトラクタ）
- FV-R（前1軸後2軸・6×4 セミトラクタ）
- FV-P（前1軸後2軸・6×4 ポール・フルトラクタ）
- FT-P（前2軸後1軸・6×2 フルトラクタ）
- FV構内専用車

## キャブ
| キャブ形状         | キャブ形状           | キャブ高                       | 設定グレード                  | 備考                                                                                         |
| ------------------ | -------------------- | ------------------------------ | ----------------------------- | -------------------------------------------------------------------------------------------- |
| フルキャブ         | 標準ルーフ           | 標準（6M70） 標準+70mm（6R10） | SA・DX・SUPER PACKAGE・CUSTOM |                                                                                              |
| フルキャブ         | ハイルーフ           | 標準（6M70） 標準+70mm（6R10） | DX・SUPER PACKAGE・CUSTOM     |                                                                                              |
| スーパーフルキャブ | 標準ルーフ           | 標準+190mm                     | DX・SUPER PACKAGE・CUSTOM     | ハイトルクエンジン搭載車のみ：6M70（T5/T7/T8）、6R10（T5/T6/T7/T8）                          |
| スーパーフルキャブ | ハイルーフ           | 標準+190mm                     | DX・SUPER PACKAGE・CUSTOM     | ハイトルクエンジン搭載車のみ：6M70（T5/T7/T8）、6R10（T5/T6/T7/T8）                          |
| ショートキャブ     | 標準ルーフ           | 標準+190mm                     | DX                            | ステップが三段になり、ヘッドライトより上部がチルトする。                                     |
| ショートキャブ     | スーパーマルチルーフ | 標準+190mm                     | DX                            | キャブ上にベッドスペース、改造対応。ステップが三段になり、ヘッドライトより上部がチルトする。 |

## グレード
- エコ・ライン（旧：SA）：室内ハーフトリム、塩ビ製フロアカーペットなど、装備を簡素化した仕様。DX以上に標準装備のディスチャージヘッドランプではなく、ハロゲンランプであることも特徴。特にタンクローリーや、路線便などに用いられる前二軸カーゴ車などに多い。
- プロ・ライン（旧：DX）：最量販グレードとしてメーカーに設定されている。キャビン内フルトリムやカーペットフロアマット、ディスチャージヘッドライト、集中ドアロックなどを装備した標準仕様。
- プレミアム・ライン（旧：スーパーパッケージ）：メッキバンパー、黒木目調内装パネル、収納スペース増などの装備を持つ特別仕様。11年前後に追加設定された。
- エグゼクティブ・ライン（旧：カスタム）：温冷蔵庫、オートライト、メッキバンパー、本革シートなど、ほかのグレードにオプション設定される装備を標準装備した仕様。スーパーフルキャブではないキャブの場合、フロントバンパーにヘッドライトウォッシャーが付いていた。この装備は初代グレートからの引き継ぎであったが、現行車では灯火器具の保安基準の関係で付けられていない。
- ハイルーフ：主にDX、スーパーパッケージ、カスタムに設定。標準キャブに比べ、大幅に室内高を拡大している。また、運転席側にはメッシュのポケットが有り、中央部には大型の小物入れが設置されている。DXのハイルーフにはロールーフではオプションとなる7スピーカーのCDプレーヤーが標準装備となる。
- スーパーマルチルーフ：主にDX、SAに設定。ショートキャブ上部にベッドスペースとなるカプセル状の個室を増設した仕様。未使用時には二階部分の床を外し、ハイルーフとして使用する事が可能。

## メーカー完成車シリーズ荷台メーカー
- ウイングバン完成車シリーズ - パブコ、日本トレクス
- ダンプ完成車シリーズ - 新明和工業、極東開発工業
- ミキサー完成車シリーズ  - KYB

## 搭載エンジン
直列6気筒
6D系エンジン
- 6D24（11,945cc、330PS）
- 6D40（12,023cc、360・390PS）

6M系エンジン
- 6M70（12,882cc、350・380・420・460・520PS）

6R系エンジン
- 6S10（7,697cc）
- 6R10（12,808cc）
- 6R20（10,676cc）

V型8気筒、V型10気筒
DC系エンジン
- 8DC9（16,031cc、320・440PS）
- 8DC11（17,737cc、330・355PS）

M2系エンジン
- 8M20（20,089cc、385PS）
- 8M21（21,205cc、370・400・420・430PS）
- 8M22（19,004cc、480・550PS）
- 10M20（25,112cc、480PS）
- 10M21（26,507cc、520PS）

※8M22には、エアクリーナーが左右1個ずつ搭載される。

## モータースポーツ
1998年のパリ・ダカールラリーにアシスタントトラック（パジェロのメイン車両のサポートカー）として2台が参加している。